# Французский Чад
Французский Чад — период истории Республики Чад с 1900 по 1960 годы, когда эта территория находилась под французским управлением.

## Французское завоевание Чада
В 1893 году расположенное в районе озера Чад государство Борну было завоёвано Рабих аз-Зубайром. После того, как в том же году Рабих аз-Зубайр сжёг Масенья (столицу султаната Багирми), то 25-й султан Багирми Абд ар-Рахман Гваранга обратился за помощью к французам, и в 1897 году принял французский протекторат. В 1900 году к озеру Чад пришли французские войска. 22 апреля 1900 года состоялась битва при Куссери, в результате которой Рабих аз-Зубайр погиб, а его государство пало. В сентябре 1900 года французским правительством была образована Военная территория Чад. В 1909—1911 годах французами был завоёван султанат Вадаи. Последние крупные мятежи были разгромлены к 1920 году.

## Чад до Второй мировой войны
В 1903 году была образована колония Убанги-Шари. В 1906 году Военная территория Чад была объединена с колонией Убанги-Шари в колонию «Убанги-Шари — Чад». В 1910 году колонии Убанги-Шари—Чад, Среднее Конго и Габон были объединены в Федерацию Французская Экваториальная Африка.
В 1911 году в рамках урегулирования Агадирского кризиса Франция уступила Германии западную часть Убанги-Шари, взамен Германия уступила Франции северо-восточную часть Германского Камеруна в районе озера Чад. После Первой мировой войны территории, переданные Германии, были возвращены в состав Убанги-Шари и Чада.
В 1915 году Убанги-Шари была отделена от Чада в отдельную колонию. Сам Чад при этом самостоятельного статуса не получил, а управлялся напрямую из Браззавиля. Однако такое удалённое администрирование оказалось неудобным, и с 1920 года для Чада был введён отдельный пост лейтенант-губернатора с резиденцией в Форт-Лами.
Чад рассматривался Францией как база снабжения армии за счет населения и военная территория, способная защитить Французскую Экваториальную Африку в случае военной угрозы со стороны оккупированного Великобританией Судана. Уже в 1906 году французы начали разрабатывать проекты железных дорог стратегического значения на территории Чада, однако ни одна железнодорожная линия в колонии никогда не была построена. Чад был одной из самых бедных окраин французской колониальной империи и мало кто из европейцев хотел служить в местной колониальной администрации — к примеру, в 1928 году в 42 % административных единиц Чада отсутствовала официальная администрация. Малочисленные колониальные власти, поддерживаемые дислоцированными в колонии тремя армейскими батальонами, ограничивались сохранением хоть какого-то общественного порядка или просто наблюдали за ситуацией. На севере и востоке Чада власти старались вообще не вмешиваться в жизнь местных племен и кланов. Когда в 1923 году в районе префектур Канем, Саламат и Гера местные племена захватили и продали в рабство направлявшихся в Мекку паломников из Сенегала, колониальная администрация усилила контроль над населением. К управлению были привлечены главы местных султанатов, а недостаток администраторов стал покрываться представителями местной этнической группы сара.
С 1928 года роль Чада в колониальной империи Франции резко меняется. Власти дают французским компаниям монополию на выращивание и заготовку хлопка, в обмен на их обязательство строить в колонии хлопкоочистительные и маслобойные заводы. В Чад приходит монокультура хлопка, которую будут называть то спасением, то проклятием страны.
В 1935 году между Францией и Италией было заключено соглашение, по которому из состава Чада в состав итальянской колонии Ливия передавалась северо-восточная пограничная полоса. Парламент Франции отказался ратифицировать это соглашение, однако оно стало основой будущего территориального спора между Чадом и Ливией.

## Чад в годы Второй мировой войны

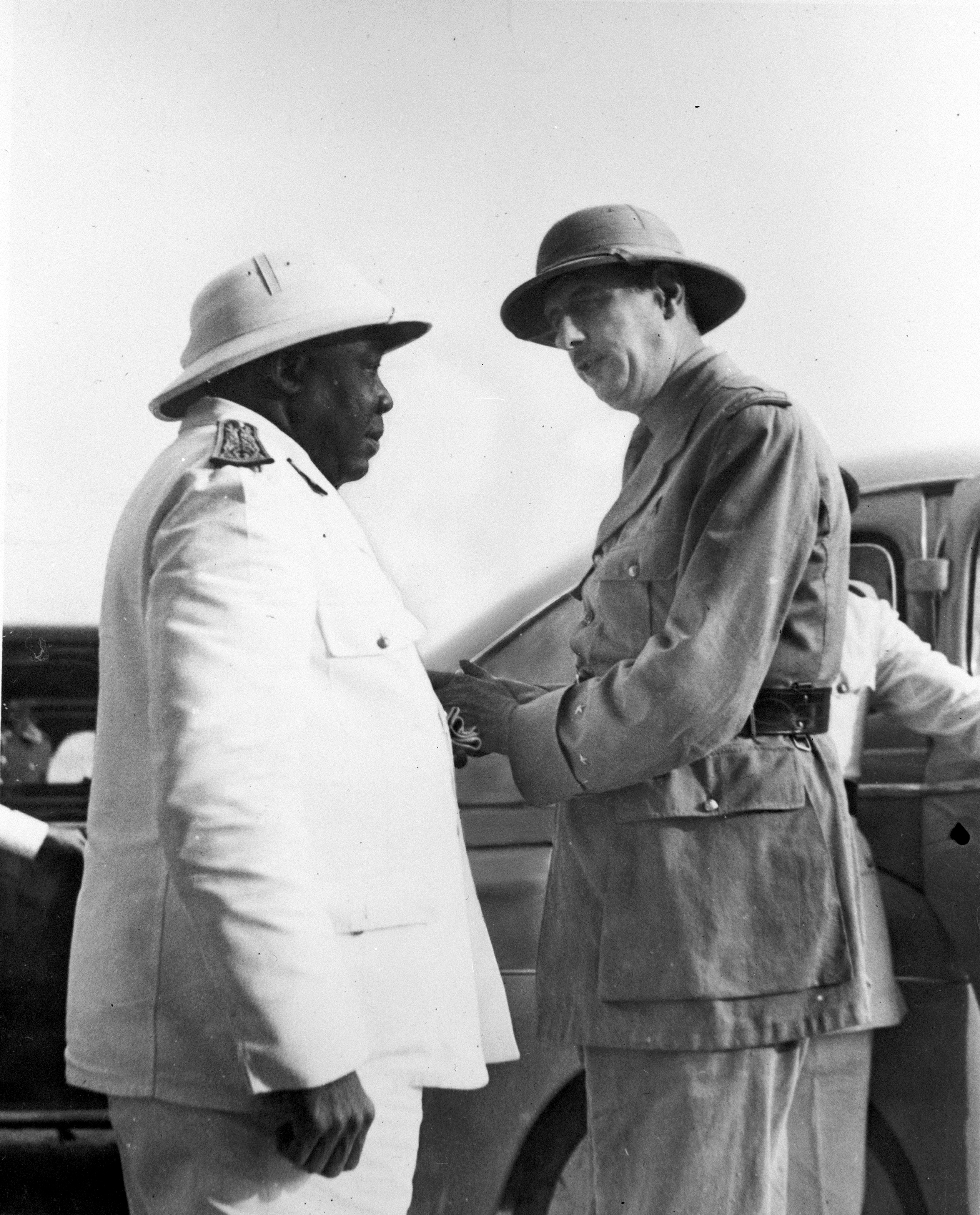
Генерал-губернатор Эбуэ приветствует Шарля де Голля в Чаде. 15 октября 1940 года.

В связи с нарастанием напряжённости в мире, в 1938 году губернатором Чада был назначен опытный колониальный администратор Феликс Эбуэ. После капитуляции Франции в июне 1940 года перед ним встала проблема обеспечения экономической жизни Чада, естественным рынком сбыта которого являлась Британская Нигерия. В июле 1940 года он связался с генералом де Голлем и, изложив условия обороны и жизни территории, защиту которой ему поручила Франция, сообщил о своём намерении официально примкнуть к «Свободной Франции». 26 августа 1940 года на встрече в Лагосе губернатор Эбуэ и командующий войсками территории Чад полковник Маршан провозгласили присоединение Чада к движению генерала де Голля.
Чад стал базой для сил «Свободной Франции» под командованием полковника Леклерка. В начале 1941 года с территории Чада был осуществлён рейд на Куфру, а в 1942—1943 годах осуществлена Феццанская кампания, благодаря которой французские войска присоединились к англо-американским войскам, воевавшим на южном побережье Средиземного моря.

## Чад после Второй мировой войны
После Второй мировой войны Четвёртая французская республика начала расширять политические права своих колоний, Французская Экваториальная Африка вошла во Французский Союз. В 1946 году аборигены африканских колоний получили ограниченные гражданские права. В 1956 году были избраны Территориальные ассамблеи, обладающие лишь консультационными полномочиями.
Когда в 1958 году образовалась Пятая французская республика, Французский Союз был преобразован во Французское сообщество, и Французская Экваториальная Африка формально прекратила своё существование, превратившись в Союз Республик Центральной Африки. На входивших в её состав территориях были проведены референдумы, и колонии проголосовали за вхождение в новую структуру. 1 декабря 1958 года колония Чад получила название «Республика Чад».
В результате проигрыша войны в Индокитае и роста напряжённости в Алжире в конституцию Франции были внесены изменения, позволившие членам Французского сообщества самостоятельно изменять свои Конституции. 11 августа 1960 года Республика Чад получила независимость.